# بورالدای (رود)
بورالدای (به قزاقی: Boralday) یک رود است که در قزاقستان واقع شده‌است.